# 道後球場
道後球場（どうごきゅうじょう）は、かつて愛媛県温泉郡道後湯之町（現在の松山市祝谷）に存在した野球場である。1924年（大正13年）に総合運動公園である道後グラウンド内に開設されたが、第二次世界大戦下でイモ畑となり、戦後は住宅地になった。

## 歴史
1924年（大正13年）10月17日に球場開きが行われ、松山中学（現松山東高校）、伊予鉄道電気（現伊予鉄道）、全呉、北予中学（現松山北高校）、松山商業（現松山商業高校）（以下、松山商）の5チームによるリーグ戦が2日間にかけて行われた。道後グラウンドは道後球場の他に、陸上競技場、直線コース、庭球場、飛び込み台付き50メートルプールなどを備えた総合運動公園であり、愛媛県民はここでスポーツに熱中していた。中でも中等学校野球（現在の高校野球）は人気が高く、道後球場完成の約1か月前には甲子園球場（兵庫県）が完成していた。道後球場は全国中等学校優勝野球大会（現全国高等学校野球選手権大会）の愛媛県大会や県下中等学校リーグ戦の会場として使用されたが、球場は第二次世界大戦の影響で開設から20年も経たないうちにイモ畑となり、戦後は住宅難を解消するため伊予鉄道電気の社員住宅地となった。現在も球場跡地は住宅地として利用され続けているが、各所に当時の面影が残っている。

## 主なエピソード
道後球場は四国一の球場との呼び声高く、愛媛野球の発展を支えたとされている。グラウンドは現在の道後祝谷の山頂にあったため、利用する選手たちは市街電車を道後で降り、道具を担いで山道を歩かなければならなかった。大阪タイガース（現阪神）初代監督を務めた森茂雄や、巨人の名二塁手・千葉茂など、後に野球殿堂入りを果たす名選手たちを輩出した松山商は、球場の近くに合宿所を設け猛練習に励むなど、その恩恵を受けた。同校は25年と32年の春、35年夏に日本一に輝いた。
戦後復活した全国中等学校優勝野球大会の愛媛県大会である松山地方中等学校野球大会では、松山中学が校長の号令の下イモ畑となっていた校庭をグラウンドとして整備し、住宅地となって使用できない道後球場の代わりに会場として使用した。手配が難しかった硬式球ではなく軟式球が使用されたが、松山中学、松山商業、北予中学、松山工業、新田中学（現新田高校）が参加し、終戦からわずか3か月程で5校ものチームが参加した大会が開催されたのは全国的にも稀なものだった。